# Песоцкий, Владимир Арсеньевич

Владимир Арсеньевич Песоцкий (13 июля 1950 — 18 июня 2002, Омск) — российский шашист-заочник, гроссмейстер по шашкам.. Чемпион России по игре в русские шашки заочно (1999). Призёр в финалах РФ-18 и РФ-30 3-е и 2-е места соответственно.

## Биография
Первый представитель Омска, ставший мастером спорта по русским шашкам (1978). Многократный чемпион Омска и Омской области. Победитель турнира ВФ-26 (1989), 2-е место в ВПФ-14 (1990), победитель «Суперкубка В. Литвиновича» (СКЛ-2, 1994), турнира памяти А. Оводова (ТПО-2, 1995).
Автор книги «Стратегия победы» (179 с., тираж 1000 экз., Омск, 2000; 2-е изд. Черкассы, 2006, тираж 100 экз.), куда вошли избранные партии автора, сыгранные за доской и по переписке на протяжении последних 30 лет, с его комментариями и анализами. В. А. Песоцкий на примере своих партий показывает интересные возможности в разнообразных дебютах и даёт опровержение некоторых вариантов. Похоронен на Северо-Восточном кладбище в Омске.